# Rhipidia (Eurhipidia) impicta
Rhipidia (Eurhipidia) impicta is een tweevleugelige uit de familie steltmuggen (Limoniidae). De soort komt voor in het Oriëntaals gebied.